# Cuperly

Cuperly este o comună în departamentul Marne, Franța. În 2009 avea o populație de 219 de locuitori.